# Distretto di Mwense
Il distretto di Mwense è un distretto dello Zambia, parte della Provincia di Luapula.
Il distretto comprende 22 ward:
- Chachacha
- Chibalashi
- Chibembe
- Kalanga
- Kaombe
- Kapela
- Kasengu
- Katiti
- Luche
- Lundashi
- Mambilima
- Mpasa
- Mumbwe
- Munwa
- Musonda
- Mweshi
- Nalupembe
- Nkanga
- Nkonge
- Nsenga
- Nsomfi
- Pabe Kabesa